# Gasteracantha aciculata
Gasteracantha aciculata là một loài nhện trong họ Araneidae.
Loài này thuộc chi Gasteracantha. Gasteracantha aciculata được Mary Agard Pocock miêu tả năm 1899.